# Microcreagrina cavicola
Microcreagrina cavicola es una especie de arácnido del orden Pseudoscorpionida de la familia Syarinidae.

## Distribución geográfica
Es endémico de las islas Canarias (España).